# Bondarzewiaceae
Famille
Synonymes
- Echinodontiaceae Donk, 1961
- Amylariaceae Corner, 1970
- Heterobasidiaceae Jülich, 1981

Les Bondarzewiaceae sont une famille de champignons basidiomycètes de l’ordre des Russulales.
L'espèce type pour la famille et le genre est Bondarzewia montana, très proches des Polyporales (ordre dans lequel la famille était placée précédemment), mais se différenciant par des spores ornementées telles que celles des Lactarius ou des Russula.

## Synonymes
Selon MycoBank (30 octobre 2013), les noms suivants sont des synonymes : 
- Echinodontiaceae Donk, 1961
- Amylariaceae Corner, 1970
- Heterobasidiaceae Jülich, 1981

## Liste des genres  desBondarzewiaceae
D'après la 10e édition du Dictionary of the Fungi (2007), cette famille est constituée des genres suivants :
- Amylaria  Corner 1955
- Amylosporus  Ryvarden 1973
- Bondarzewia  Singer 1940
- Gloiodon  P. Karst. 1879
- Heterobasidion  Bref. 1888
- Spiniger  Stalpers 1974
- Stecchericium  D.A. Reid 1963
- Wrightoporia  Pouzar 1966

## Liste des genres
Selon Catalogue of Life (30 octobre 2013) :
Famille des Echinodontiaceae
- genre Echinodontium
- genre Laurilia

Famille des Bondarzewiaceae
- genre Amylaria
- genre Amylosporus
- genre Bondarzewia
- genre Gloiodon
- genre Heterobasidion
- genre Rigidoporopsis
- genre Sclerodon
- genre Spiniger
- genre Stecchericium
- genre Wrightoporia

Selon NCBI (30 octobre 2013) :
Famille des Echinodontiaceae
- genre Echinodontium

Famille des Bondarzewiaceae
- genre Amylosporus
- genre Bondarzewia
- genre Heterobasidion